# Ван Бин, Лаврентий
Лаврентий Ван Бин (кит. 王炳 樂倫, 1802, Гуйян — 28 января 1858, Гуйчжоу) — святой Римско-католической церкви, мученик.

## Биография
Лаврентий Ван Бин родился в 1802 году в католической семье. Его родители были арестованы за исповедание христианства и высланы в монгольские земли, где умерли. Лаврентий Ван Бин стал жить у старшей сестры, которая также через некоторое время была изгнана из Китая. После изгнания сестры Лаврентия Ван Бин его тётя приняла племянника к себе. В возрасте 20 лет Лаврентий Ван Бин женился и у него родилось в браке двое детей. Будучи взрослым, он был избран местной католической общиной старейшиной.
В 1854 году Лаврентий Ван Бин помогал католическим священникам в их миссионерской деятельности в различных китайских селениях. Переехав в провинцию Гуйчжоу, Ларентий Ван Бин познакомился там с Иеронимом Лу Тинмэй, с которым он вместе стал проповедовать христианство среди китайцев. 13 января 1858 года они были арестованы во время молитвы и осуждены вместе с Агатой Линь Чжао на смертную казнь, которая состоялась 28 января 1858 года.

## Прославление
Лаврентий Ван Бин был беатифицирован 2 мая 1909 года папой Пием X и канонизирован 1 октября 2000 года папой Иоанном Павлом II вместе с группой 120 китайских мучеников.
День памяти в Католической церкви — 9 июля.